# لارا نيلسن
لارا نيلسن (بالإنجليزية: Lara Nielsen) هي منافسة ألعاب القوى أسترالية، ولدت في 19 ديسمبر 1992.

## وصلات خارجية
- لارا نيلسن على موقع الاتحاد الدولي لألعاب القوى (الإنجليزية)
- لارا نيلسن على موقع النتائج التاريخية لألعاب القوى الأسترالية (الإنجليزية)